# 科布登主義
科布登主义是一个经济理论，以英国政治家和经济学家理查德·科布登的名字命名，主要论述自由市场和自由贸易。虽然科布登主义现在没有被广泛应用，但它传统上非常关注国际自由贸易并相信自由贸易将促使世界和平。